# 边脉树萝卜
边脉树萝卜（学名：Agapetes marginata）为杜鹃花科树萝卜属下的一个种。

## 扩展阅读
- 維基物種上的相關：边脉树萝卜